# Eliška Václavíková
Eliška Václavíková, geb. Teplá, (* 10. Februar 1999 in Polička, Pardubický kraj) ist eine tschechische Biathletin, die seit 2022 Teil der A-Nationalmannschaft ist.

## Sportliche Laufbahn
Eliška Václavíková, die seit 2010 Biathlon betreibt, lief 2017 und 2018 zunächst im IBU-Junior-Cup, wobei sie dort keine großen Erfolge vorweisen konnte. Auch 2018/19 startete sie bei den Junioren und erzielte erste Top-20-Platzierungen sowie einen neunten Rang mit der Staffel. Ihr Debüt im IBU-Cup gab die Tschechien Ende 2019 in Sjusjøen, trat aber im Rest der Saison zu keinem Rennen mehr an. Trotzdem gab sie zu Beginn der Saison 2020/21 in Kontiolahti ihren Weltcupeinstand, welchen sie auf Rang 96 des Sprints abschloss. Der Rest der Saison verlief allerdings wieder durchschnittlich, Höhepunkt wurden die Teilnahmen an EM und Junioren-WM. Gute Ergebnisse brachte die Saison 2021/22, die Václavíková zunächst im IBU-Cup bestritt. Nach einigen Top-30-Platzierungen stellte sie in Osrblie mit Platz 11 im Sprint ihr Bestergebnis auf. Auch bei den Europameisterschaften gelangen der Tschechin Punktgewinne. Durch die gute Saison durfte sie in Kontiolahti und Otepää im Weltcup starten. Im Sprint von Otepää lief Václavíková durch zwei fehlerfreie Schießen auf Rang 36 und damit erstmals in die Weltcuppunkte.
Zum Winter 2022/23 wurde sie erstmals in die A-Nationalmannschaft aufgenommen. In Kontiolahti erzielte sie als 39. des Einzels weitere Weltcuppunkte, landete aber in den weiteren Wettkämpfen des Kalenderjahres jenseits der besten 70, womit sie in den IBU-Cup versetzt wurde. Kurzfristig wurde sie im Februar dann zu den Weltmeisterschaften nach Oberhof berufen und wurde immerhin 37. im Einzelbewerb. Am Saisonende erzielte die Tschechin in Canmore einen 15. und einen 18. Rang in Massenstart und Sprint. In der Saison 2023/24 lief sie durchgehend im IBU-Cup, erreichte aber in lediglich drei Wettkämpfen die Punkteränge, womit sie keine Chance auf eine Nominierung für ein Weltcuprennen hatte. Während der Vorbereitung auf die neue Saison zog sich Vaclavíková einen Kreuzbandriss zu und konnte somit im kompletten Winter keine Wettkämpfe bestreiten.

## Persönliches
Václavíková lebt in Herálec. Sie ist seit August 2022 mit einem der Trainer des tschechischen Teams, Jiří Václavík, verheiratet.

## Statistiken

### Weltcupplatzierungen
Die Tabelle zeigt alle Platzierungen (je nach Austragungsjahr einschließlich Olympische Spiele und Weltmeisterschaften).
- 1.–3. Platz: Anzahl der Podiumsplatzierungen
- Top 10: Anzahl der Platzierungen unter den ersten zehn (einschließlich Podium)
- Punkteränge: Anzahl der Platzierungen innerhalb der Punkteränge (einschließlich Podium und Top 10)
- Starts: Anzahl gelaufener Rennen in der jeweiligen Disziplin
- Staffel: inklusive Mixed- und Single-Mixed-Staffeln

| Platzierung               | Einzel | Sprint | Verfolgung | Massenstart | Staffel | Gesamt |
| ------------------------- | ------ | ------ | ---------- | ----------- | ------- | ------ |
| 1. Platz                  |        |        |            |             |         |        |
| 2. Platz                  |        |        |            |             |         |        |
| 3. Platz                  |        |        |            |             |         |        |
| Top 10                    |        |        |            |             |         |        |
| Punkteränge               | 1      | 1      |            |             |         | 2      |
| Starts                    | 1      | 8      |            |             |         | 9      |
| Stand: Saisonende 2022/23 |        |        |            |             |         |        |

### Weltcupwertungen
Ergebnisse bei Weltcups (Disziplinen- und Gesamtweltcup) gemäß Punktesystem.
| Saison  | Einzel | Einzel | Sprint | Sprint | Verfolgung | Verfolgung | Massenstart | Massenstart | Gesamt | Gesamt |
| Saison  | Platz  | Punkte | Platz  | Punkte | Platz      | Punkte     | Platz       | Punkte      | Platz  | Punkte |
| ------- | ------ | ------ | ------ | ------ | ---------- | ---------- | ----------- | ----------- | ------ | ------ |
| 2021/22 | –      | –      | 83.    | 5      | –          | –          | –           | –           | 102.   | 5      |
| 2022/23 | 65.    | 2      | –      | –      | –          | –          | –           | –           | 86.    | 2      |

### Biathlon-Weltmeisterschaften
Ergebnisse bei den Weltmeisterschaften:
| Weltmeisterschaften | Weltmeisterschaften | Einzelwettbewerbe | Einzelwettbewerbe | Einzelwettbewerbe | Einzelwettbewerbe | Staffelwettbewerbe | Staffelwettbewerbe | Staffelwettbewerbe |
| Jahr                | Ort                 | Einzel            | Sprint            | Verfolgung        | Massenstart       | Damenstaffel       | Mixedstaffel       | S.-M.-Staffel      |
| ------------------- | ------------------- | ----------------- | ----------------- | ----------------- | ----------------- | ------------------ | ------------------ | ------------------ |
| 2023                | Oberhof             | 37.               | 65.               | –                 | –                 | –                  | –                  | –                  |

### Juniorenweltmeisterschaften
Ergebnisse bei den Juniorenweltmeisterschaften:
| Weltmeisterschaften | Weltmeisterschaften | Einzelwettbewerbe | Einzelwettbewerbe | Einzelwettbewerbe | Frauenstaffel |
| Jahr                | Ort                 | Einzel            | Sprint            | Verfolgung        | Frauenstaffel |
| ------------------- | ------------------- | ----------------- | ----------------- | ----------------- | ------------- |
| 2019                | Osrblie             | 57.               | 16.               | 46.               | –             |
| 2021                | Obertilliach        | 85.               | 55.               | 55.               | 13.           |